# Mas de Sant Ramon
Mas de Sant Ramon és una obra del municipi de Constantí (Tarragonès) protegida com a bé cultural d'interès local.

## Descripció
Està situat sota la carretera del mateix nom en el camí de la Selva. Està format per tres grans masos que constitueixen un caseriu i que són anomenats Sant Ramon de Dalt, del Mig i de Baix. Antigament se'l coneixia com a mas dels Tarongers.

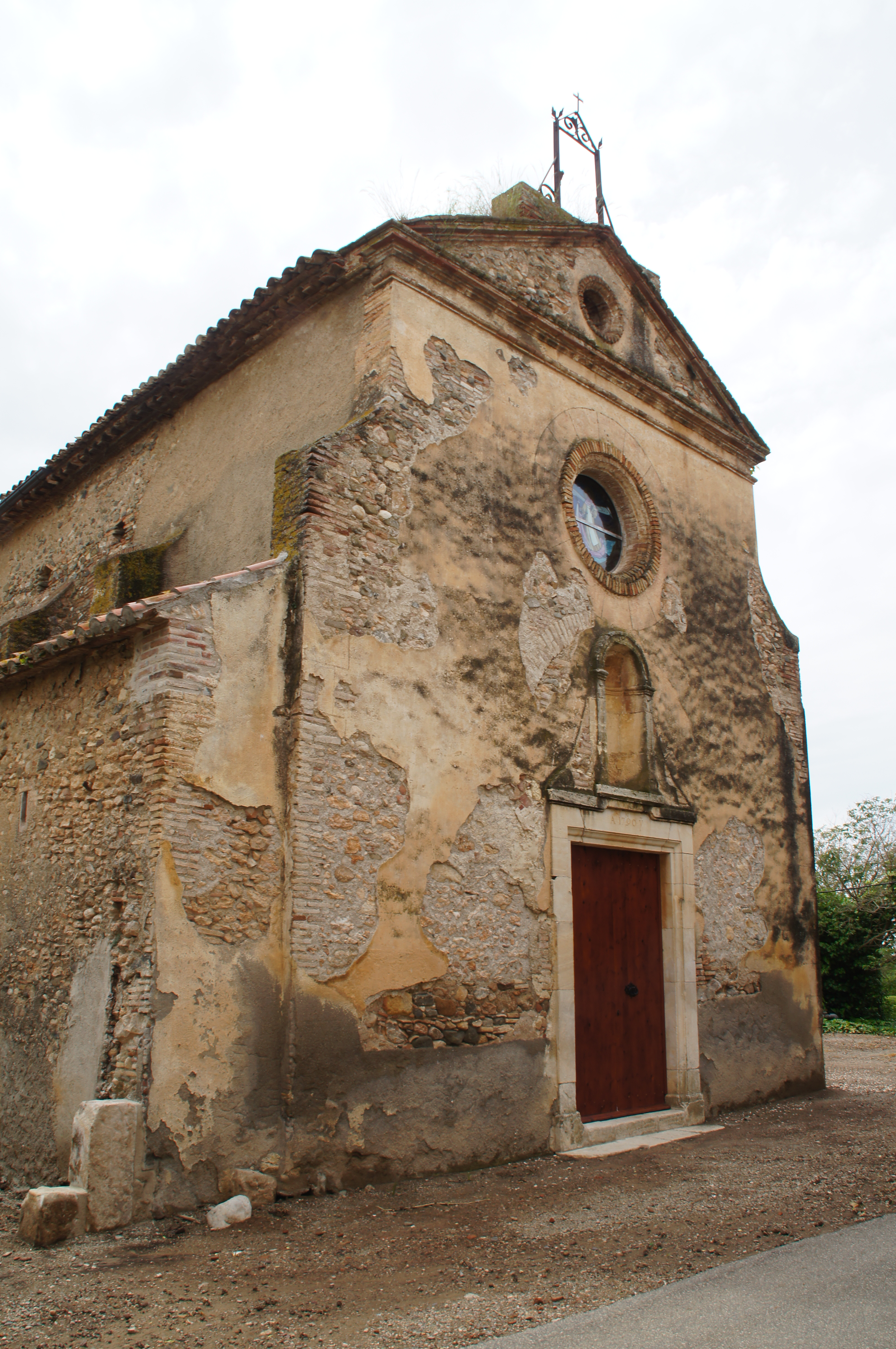
La capella del Mas de Sant Ramon

El 1610 hi havia una església dedicada a Sant Ramon. El caseriu actual també té una església petita (capella) que en el frontó de la porta té la data de 1790. Presenta frontó amb lluneta. Damunt la portada hi ha una fornícula que devia portar la imatge del Sant i a sobre hi ha una rosassa. L'edifici principal del caseriu, sant Ramon del Mig, és de formes senzilles però de grans proporcions, de planta baixa, pis noble i golfes, i dues ales als costats de la façana amb el remat del conjunt de formes arrodonides. Avui als edificis antics no hi viu ningú, però és molt important com a explotació agrària.